# Victorin de Joncières
Victorin de Joncières (París, França, 12 d'abril de 1839 – 24 d'octubre de 1903) fou un compositor francès.
El seu vertader nom era Félix-Ludger Rossignol, però fou més conegut pel seu malnom. Va ésser deixeble d'Antoine-Elie Elwart i Ferdinand Leborne en el Conservatori de la seva ciutat natal, però abandonà aquest centre a causa d'una baralla que va sostenir amb un dels professors citats, per defensar Ludger a Richard Wagner, del que n'era un entusiasta partidari, contra les impugnacions de Leborne.
Durant molt de temps fou crític musical del diari La Liberté. Entre les seves produccions, en les que es deixa notar la influència de Wagner, figuren les òperes:
- Sardanapale. 1867
- Le dernier jour de Pompéi. 1869
- Dimitri. 1876
- La reine Berthe. 1878
- Le chevalier Jeam. 1885
- Lancelot. 1900

A més va compondre: Symphonie romantique, La mer, Sérénade hongroise, Les Nubiennes, Marche slave, el lament Toussaint, la música d'escena de Hamlet, etc.